# Indische Davis-Cup-Mannschaft
Die indische Davis-Cup-Mannschaft ist die Tennisnationalmannschaft Indiens, die seit 1921 am Davis Cup teilnimmt. Der Davis Cup ist der wichtigste Wettbewerb für Nationalmannschaften im Herren-Tennis, analog zum Fed Cup bei den Damen.

## Geschichte
Seit 1921 nimmt Indien am Davis Cup teil, davon bis 1947 als Britisch-Indien. Es konnte bislang insgesamt drei Mal ins Finale einziehen. Ein Sieg blieb ihnen jedoch verwehrt. Zum Finale 1974 in Südafrika trat die Mannschaft aufgrund der Apartheid, also aus politischen Gründen, nicht an. Damit ist Indien neben Rumänien die einzige Mannschaft mit mehr als einer Finalteilnahme, die noch nie den Titel gewinnen konnte.

## Finalteilnahmen
Die Ergebnisse der Finalteilnahmen werden aus indischer Sicht angegeben.
| Jahr | Finalort  | Finalgegner | Ergebnis         |
| ---- | --------- | ----------- | ---------------- |
| 1966 | Melbourne | Australien  | 1:4              |
| 1974 | Südafrika | Südafrika   | nicht angetreten |
| 1987 | Göteborg  | Schweden    | 0:5              |